# Иванов, Валентин Андреевич
Валенти́н Андре́евич Ивано́в (26 августа 1941 — 29 июля 2013) — российский советский физик и альпинист, капитан первой советской гималайской экспедиции. «Снежный барс». Двукратный чемпион СССР. Заслуженный мастер спорта СССР (1982). Заслуженный тренер СССР (1989).

## Биография
Окончил МВТУ им. Баумана. Работал заведующим сектором ОКБ Института высоких температур АН СССР.
- Кандидат в мастера спорта
- 1967 Мастер спорта
- 1981 Снежный барс

Одиннадцать раз поднимался на семитысячники СССР, в том числе семь раз был руководителем. Инструктор с 1961 года. Тренер сборной команды СССР в 1975 и 1980 гг. Тренер международных альпинистских лагерей на Кавказе и Памире в 1979—1989 гг. В 1982 году — тренер первой советской гималайской экспедиции на Джомолунгму и капитан московской команды. В 1986 году — тренер зимнего восхождения на пик Коммунизма. Главный тренер в экспедиции «Канченджанга-89». В 1991 году — тренер московской экспедиции на Аннапурну.
Прошёл ряд сложнейших маршрутов в горах Франции и США.
С 1986 года работал в комиссиях при Федерации альпинизма СССР, с 1983 года — член президиума Федерации, с 1987 года — председатель тренерского совета Федерации альпинизма СССР.

## Основные восхождения
Основные восхождения догималайского периода (до 1982 года) совершил в составе команд МВТУ и «Буревестника» (тренер А. Овчинников).
- 1965 — пик Щуровского по северо-западной стене (рук. Л. Добровольский).
- 1966 — Первенство СССР: пик Евгении Корженевской по непройденному контрфорсу южного гребня (рук. Л. Добровольский), 2-е место в высотно-техническом классе.
- 1970 — высотный траверс-первопрохождение массива, включающего пик Победы с ледником Дикий, от пика Неру до перевала Чонтерен, 6 категория трудности, рук., 1-е место в классе траверсов (пик Неру, 6742 м, был пройден впервые).
- 1974 — Хан-Тенгри по центру северной стены (рук. Э. Мысловский), 6Б категория трудности, первопрохождение, 1-е место в высотном классе.
- 1967 — подъём на Памирское фирновое плато с ледника Фортамбек через пик Парашютистов; пик Ленина по новому варианту.
- 1968 — пик Коммунизма по юго-западной стене с ледника Беляева, 6 категория трудности. Все члены команды: Э. Мысловский (рук.), А. Овчинников, В. Глухов, В. Иванов — были удостоены звания мастеров спорта международного класса и награждены медалями Спорткомитета «За выдающиеся спортивные достижения».
- 1973 — Джеты-Огуз (в Терскей-Алатоо) по непройденному северному гребню.
- 1977 — Мак-Кинли (Аляска) по ребру Кассина, 6 категория трудности, в двойке с Э. Мысловским.
- 1978 — Пти-Дрю по пути Бонатти, 6 категория трудности, с Э. Мысловским.
- 1978 — пик Революции по юго-восточному контрфорсу южного гребня (рук. Т. Иванова).
- 1980 — пик Ахмади Дониша, 6 категория трудности, первопрохождение с севера по стене (рук. В. Хомутов).
- 1982 год — капитан первой советской гималайской экспедиции.

- 5 мая 1982 — поднялся на Джомолунгму в двойке с С. Ефимовым.

- 1985 — пик Победы через Западную вершину (с американцами, рук. Н. Чёрный).

## Публикации
Автор работ по альпинизму:
- «На пик Евгении Корженевской в 1966 г», (в соавторстве с К. Кузьминым и В. Цетлиным) // ПВ. 1965—1967.
- «По гребню Кокшаал-Тау» (в соавторстве с А. Овчинниковым) // ПВ. 1970—1971.
- «Лицом к лицу с Эверестом» // альманах «Ветер странствий». № 18. — М., 1983.
- «Лицом к лицу с Эверестом» // кн. «Эверест-82». — М.: Физкультура и спорт, 1984.
- «Тропа к Канченджанге» // «Турист». — 1987. — № 10.
- «Встречный траверс Канченджанги» // альманах «Ветер странствий». № 24. — М., 1989.
- «Все же сдалась Аннапурна» // «Мир путешествий». — 1992. — № 6, 7—8.

## Награды
- Орден «Знак Почёта»
- Орден Трудового Красного Знамени (1982) — за восхождение на Джомолунгму.